# بوب ليونارد
بوب ليونارد هو مصور كندي، ولد في 16 سبتمبر 1941، وتوفي في 9 يناير 2016.